# Brevet de technicien supérieur - Informatique de gestion
Le BTS Informatique de Gestion était un cursus d'études se déroulant sur deux ans dans des lycées français ou dans des centres de formation professionnelle créé par arrêté du 6 avril 1987. Il pouvait être préparé en formation continue, en alternance, par correspondance avec le Cned ou en formation initiale.
Il est le résultat d'une rénovation du BTS Services informatiques, créé en 1981, qu'il remplace lors de la rentrée 1987/1988,.
Lors de la deuxième année, une spécialisation devait être choisie par l'étudiant entre :
- Administrateur de réseaux locaux d'entreprise (ARLE)
- Développeur d'applications (DA)

Le BTS Informatique de Gestion est devenu  BTS Services informatiques aux organisations depuis la rentrée scolaire 2011/2012 (dernière session d'examen du BTS IG : juin 2012).

## Historique
Historique des différents BTS dans le domaine de l'informatique de gestion par année de création :
- 1965 - BTS Traitement de l'information
- 1973 - BTS Gestion et exploitation des centres informatiques
- 1981 - BTS Services informatiques (première session en 1983 - dernière session en 1989)
- 1987 - BTS Informatique de gestion (première session en juin 1989)
- 1996 - BTS Informatique de gestion (options : DA et ARLE)
- 2011 - BTS Services informatiques aux organisations (options SLAM et SISR)

## Provenance des étudiants
Les étudiants sont majoritairement issus des classes de terminale baccalauréat sciences et technologies de la gestion (STG) (anciennement baccalauréat sciences et technologies du tertiaire (STT), la spécialité : Gestion des systèmes d'information étant l'option STG la plus appropriée), STI, ES ou S, les séries professionnelles sont également représentées. Les élèves du baccalauréat professionnel systèmes électroniques numériques (SEN) peuvent également postuler ainsi que les baccalauréats Métiers de la Comptabilité.

## Enseignement

### La spécialité Administrateur de réseaux locaux d'entreprise (ARLE)
Elle vise à former des techniciens capables d'installer et de gérer un parc informatique ou d'administrer un réseau dans les PME-PMI. Tandis que dans une plus grande structure, ils assisteront le responsable du site.
Un tel technicien devra exercer un dialogue avec les autres informaticiens, les collaborateurs d'entreprises externes (SSII, fournisseurs…) ainsi que les utilisateurs finaux du système d'information.
Ses activités courantes sont:
- le choix et l'installation de serveurs et de postes de travail sur le réseau
- l'administration du réseau et son exploitation
- le choix, la mise en œuvre et le test de la connectique et de l'électronique active
- le choix, la mise en œuvre et le test de configurations hétérogènes ainsi que de configurations de type client-serveur
- la formation du personnel à l'utilisation des outils mis à leur disposition

### La spécialité Développeur d'applications (DA)
Elle vise à former des informaticiens capables de développer des applications dans divers domaines, en faisant appel tant à leurs capacités d'étude du besoin, d'analyse (méthodes Merise, UML…), de développement (le "codage") et de tests. Ces applications pouvant être de divers types (Base de données, client-serveur, télétraitement, web…)
Les activités du développeur d'applications sont :
- l'analyse des besoins des utilisateurs dans l'entreprise ou chez le client
- la recherche et le choix d'une solution adaptée répondant aux besoins cités
- la conception des applications (analyse Merise, UML…)
- le développement des applications
- les tests des applications avant leur mise en œuvre
- la mise en œuvre et la maintenance des programmes informatiques (maintenance évolutive), afin d'y apporter les modifications nécessaires à leur bon fonctionnement dans le temps
- la mise en place de la documentation technique et des manuels d'utilisateur
- la formation des utilisateurs aux applications déployées

## Examen

### Les épreuves écrites
- Français : synthèse de documents et écriture personnelle. (coefficient 2)
- Mathématiques : Études de fonctions, statistiques et probabilités, mathématiques informatique. (coefficient 2)
- Mathématiques (option) : bon niveau en section technologique (seuls les points supérieurs à 10 sont comptabilisés)
- LV1 : traduction, résumé ou compte-rendu en français d'un texte en anglais + réponse à 2 questions (coefficient 2)
- Étude de cas : une étude sur un cas concret d'entreprise (le sujet est différent selon l'option choisie, mais obligatoirement composé d'une partie d'analyse, d'algorithmique, d'architecture matérielle et logicielle ainsi que de comptabilité-gestion) (coefficient 5)
- Économie et Droit : évalue le droit, l'économie d'entreprise et l'économie générale à l'aide d'une étude de plusieurs documents et d'un développement structuré. (coefficient 3)

### Les épreuves orales
- LV1 : étude d'un texte inconnu (en rapport avec l'informatique), suivi d'un entretien (20 min de préparation et 20 min de conversation / coefficient 1)
- LV2 (option) : identique à l'oral de LV1 (seuls les points supérieurs à 10 sont comptabilisés)
- Pratique des Techniques Informatiques (PTI): présentation pratique d'une activité (préparée à l'avance par l'étudiant) en rapport avec sa formation (entre 5 activités minimum, 7 au maximum par étudiant, chaque activité est accompagnée d'un document de présentation de 4 pages maximum). Les documents sont à rendre préalablement. (coefficient 3)
- Soutenance de la note de synthèse de projet : présentation orale du projet résumé dans la note de synthèse. cette note, d'un maximum 20 pages, aura été rendue préalablement. Celle-ci relate généralement le projet réalisé lors du stage de 2e année ou de 1re année, mais ce n'est pas une obligation. Elle peut aussi porter sur un thème "fédérateur" choisi par le candidat. (coefficient 4)